# Batalla de Chacabuco
La batalla de Chacabuco fue una decisiva contienda de la Independencia de Chile en la cual combatieron el Ejército de los Andes, formado por tropas de las Provincias Unidas del Río de la Plata y chilenas exiliadas en Mendoza, y el Ejército Realista, resultando en una firme victoria para el bando independentista comandado por el general José de San Martín. La batalla tuvo lugar el 12 de febrero de 1817, en la hacienda de Chacabuco (Colina), a 55 km al norte de la ciudad de Santiago

## Antecedentes
Tras el desastre de Rancagua, que causó el fin de la Patria Vieja, los exiliados chilenos se trasladaron a Cuyo, donde se pusieron bajo las órdenes del general José de San Martín, gobernador de la provincia, que había desarrollado un plan para derrotar a los realistas atacando el Virreinato del Perú por mar desde Chile. La ocupación realista de Chile le obligaba a liberar primeramente ese país.
Los chilenos Bernardo O'Higgins y Ramón Freire ayudaron a organizar y adiestrar al llamado Ejército de los Andes.
San Martín liberó a los esclavos negros, siempre que se enrolasen en las tropas, e incorporó en ellas a los amotinados chilenos que seguían a O'Higgins (ya que no existía un ejército propiamente chileno, pasando a formar parte íntegra del ejército libertador) y aquellos soldados de Carrera que estuviesen dispuestos a servir bajo sus banderas.
Entre chilenos y argentinos el ejército llegó a contar con alrededor de 4000 hombres perfectamente armados y disciplinados.
Luego del Cruce de los Andes las fuerzas sublevadas, dirigidas por San Martín marcharon por la ladera poniente del macizo, llevando consigo las piezas de artillería, alimento y ropajes.
Debido a la dispersión de sus fuerzas (estimadas en abril de 1817 en 4317 hombres), a Francisco Casimiro Marcó del Pont, se le hizo muy difícil reunir un ejército, el que finalmente sería de 1500 hombres. La moral de éstos no era la mejor, pues estaban mal pagos y no se les había reconocido los grados ganados en la campaña de reconquista al mando de Mariano Osorio.

### Orden de batalla

#### Fuerzas Patriotas
| Ejército de los Andes Estado Mayor del ejército Comandante en jefe del ejército: - General José de San Martín Ayudantes de campo: - Coronel Hilarión de la Quintana - Teniente coronel Diego Paroissien - Sargento mayor José Antonio Álvarez Condarco |

| División O'Higgins Comandante - General Bernardo O'Higgins Infantería - Compañías de fusileros del Batallón n.º 7 Teniente coronel Pedro Conde - Compañías de fusileros del Batallón n.º 8 Teniente coronel Ambrosio Crámer Caballería 3 escuadrones de Granaderos a Caballo Coronel José Matías Zapiola - Escuadrón I, Teniente coronel José Melián - Escuadrón II, Teniente coronel Manuel Medina - Escuadrón III, Mayor Nicasio Ramallo Artillería - 2 piezas de artillería. |

| División Soler Comandante - General Miguel Estanislao Soler Infantería - Batallón n.º 1 Coronel Rudecindo Alvarado - Batallón n.º 11 Coronel Juan Gregorio de Las Heras - Compañías de Granaderos y Volteadores del Batallón n.º 7 - Compañías de Granaderos y Volteadores del Batallón n.º 8 Caballería - Escuadrón de escolta Coronel Mariano Necochea - Escuadrón IV de Granaderos a Caballo Teniente coronel Manuel Escalada Artillería - 2 piezas de artillería. |

#### Fuerzas Realistas Imperio español.
| Ejército Real de Chile Comandante en jefe - Coronel Rafael Maroto Oficialidad - Teniente coronel Ildefonso Elorreaga, segundo jefe - Capitán Vicente San Bruno, cuartel maestre Unidades y Comandantes - 4 compañías del Real Regimiento de Talavera de la Reina, coronel Rafael Maroto - 2 compañías del batallón Chiloé, teniente coronel José Piquero - 2 compañías del batallón Valdivia, teniente coronel José Arenas - Caballería - Húsares de la Concordia, teniente coronel Antonio de Quintanilla - Carabineros de Abascal, teniente coronel Manuel Barañao - Piezas de artillería - 2 cañones de montaña |

## Batalla

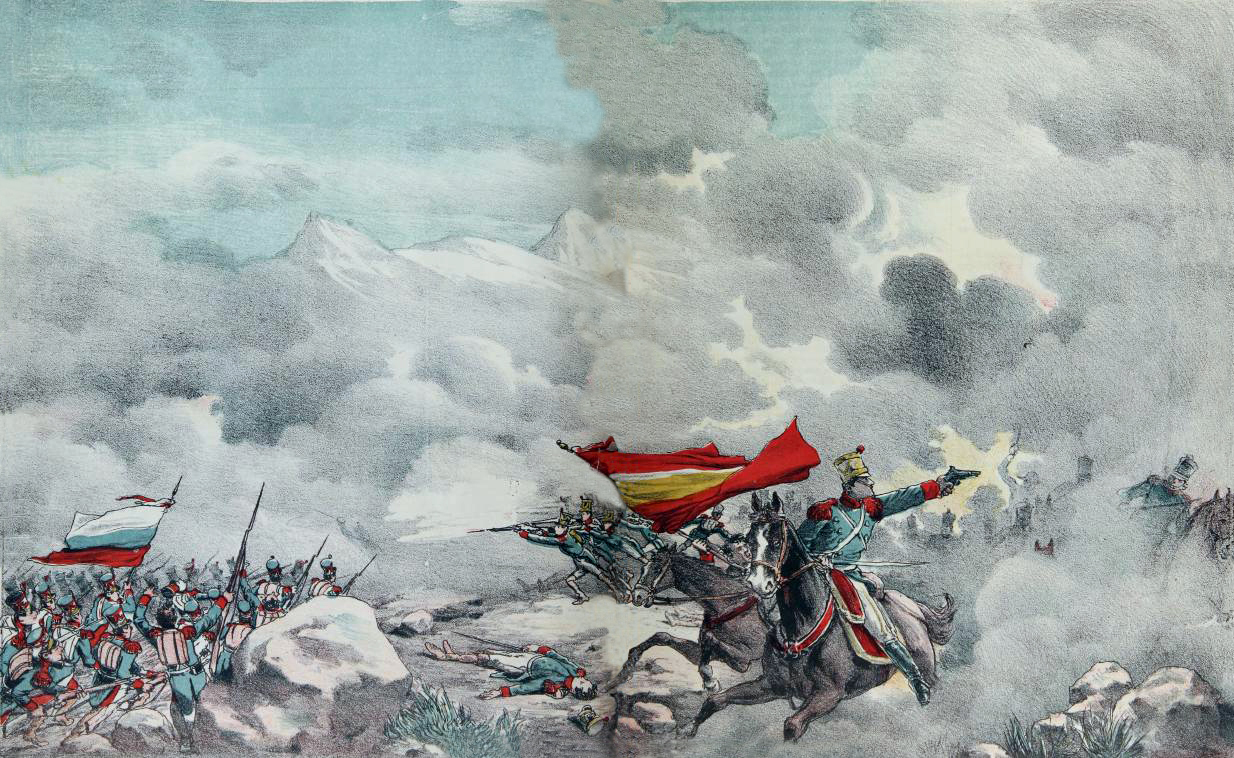
La batalla de Chacabuco en La Lira Chilena (1902).

Tras reunirse el 9 de febrero en el Campamento de Curimón las columnas que cruzaron los Andes por "camino de Los Patos" junto con las que cruzaron por el "camino de Uspallata", se resolvió atacar en la madrugada del día 12. Con el fin de emplear una táctica de pinzas por el frente y la retaguardia, se dividieron a las tropas disponibles en dos:
- La 1.ª División o ala derecha al mando de Miguel Estanislao Soler que debía atacar por el oeste, estaba compuesta por los batallones n.º 1 de Cazadores y n.º 11, las compañías de Granaderos y Cazadores de los Batallones n.º 7 y n.º 8, el escuadrón n.º 4 de Granaderos, el escuadrón escolta del general en jefe y 7 piezas de artillería de 4" con 80 artilleros de dotación. Ascendía el total de esta columna a 2000 hombres.
- La 2.ª División o ala izquierda al mando de Bernardo O'Higgins debía atacar por el este; estaba formada por las compañías de fusileros de los batallones 7 y 8, los escuadrones restantes 1.º, 2.º y 3.º de Granaderos a caballo y 2 piezas de artillería (que perderían en el desfiladero) de 4" con el resto del batallón de artillería. Ascendía el total de esta columna a 1500 hombres.[nota 9][9]

Mientras Soler rodeaba a los realistas por el camino de Montenegro, más suave pero mucho más largo, O'Higgins lo hacía por Cuesta Vieja, más corto pero en pendiente y mucho más peligroso, dirigiéndose en dos columnas, y enfrentándose con los adelantados realistas hasta encontrarse frente a frente con el grueso del ejército realista, por lo que decidió avanzar hacia el cerro Los Halcones y desplegar allí sus fuerzas, al tiempo que despachaba un mensajero para informar de la situación al general San Martín.
Las fuerzas realistas españolas, inferiores en número, estaban compuestas por el batallón Talavera, de soldados peninsulares, más otros dos provenientes principalmente de Chiloé y Valdivia. Inicialmente Maroto, consciente de la debilidad de sus tropas había conseguido que el gobernador apoyase la idea de retirarse al Maule y unir sus fuerzas a las de Concepción para presentar batalla a San Martín. Pero Marcó del Pont cambió de opinión rápidamente y le ordenó impedir que los republicanos avanzaran sobre Santiago. El general realista escogió la cuesta de Chacabuco como una posición defensiva, esperando detener a los invasores mientras llegaban los refuerzos desde el sur. Sin embargo, en un reconocimiento efectuado el día 12, Maroto notó que la cuesta estaba ocupada por los invasores e incapaz de tomarla, tuvo que escoger entre retroceder a Colina o defender las posiciones donde estaba su ejército, delante del cerro de Victoria, cerca de la Hacienda de Chacabuco. Optó por esto último, lo que permitió a San Martín rodearlo con sus fuerzas más numerosas.

### Movimientos y desarrollo

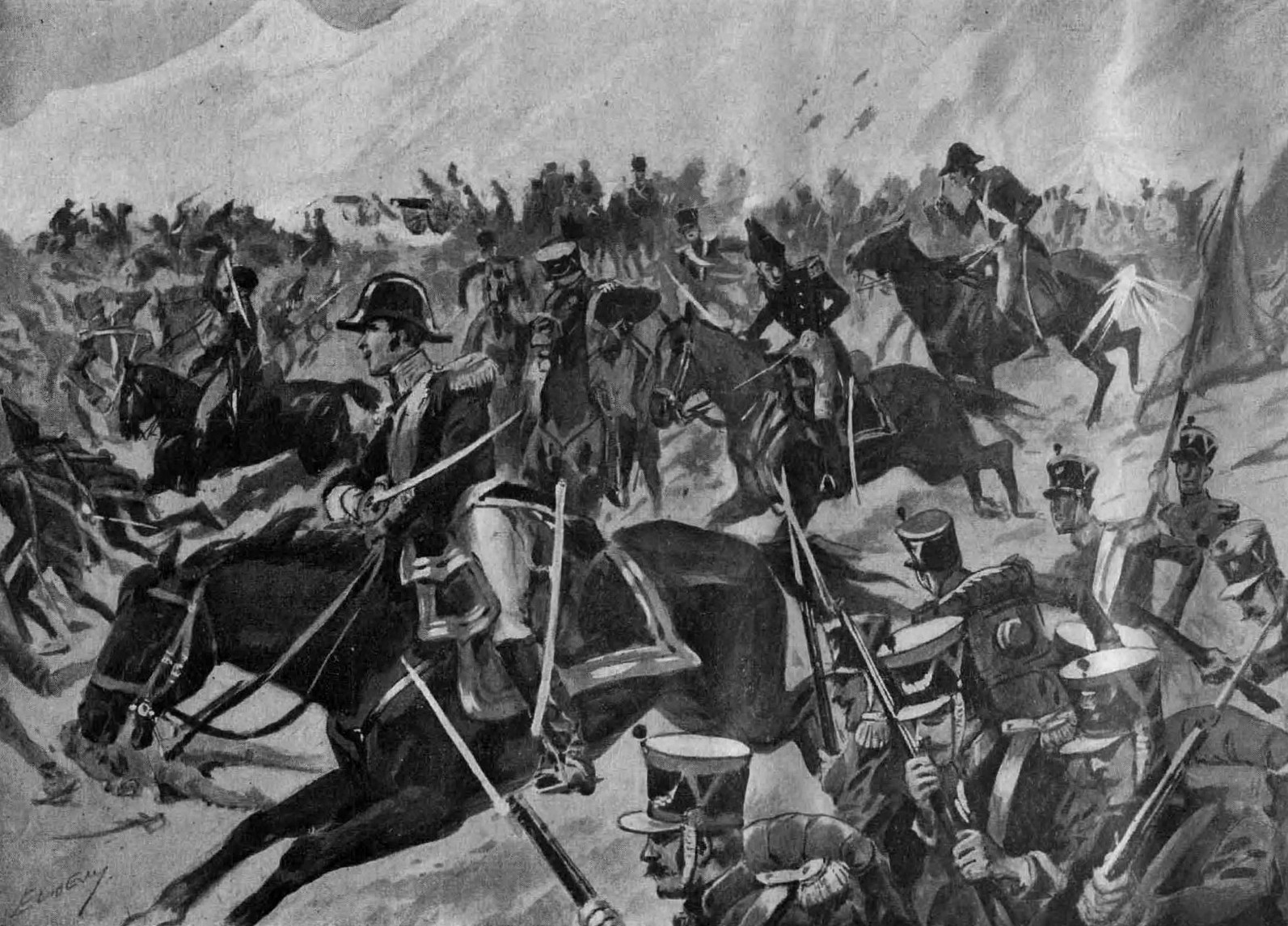
La batalla de Chacabuco en La historia argentina en cuadros para los niños (1933).

El plan de San Martín era que O'Higgins atacara por el este, Soler por el oeste y San Martín de frente. Llegada la batalla, O'Higgins se desespera al no recibir órdenes de San Martín e inicia el ataque; cuando San Martín se da cuenta de esto envía a un mensajero para que Soler comience el ataque. No había tiempo hasta que Soler ataque y San Martín decide ir él por el frente junto a O'Higgins, hasta que luego una división de adelantados de Soler arribó produciéndose el envolvimiento completo del flanco izquierdo y de la espalda, y destrozando la retaguardia española, consolidándose así una aplastante victoria a favor de los independentistas.
Otras fuentes hacen referencia a que la carga de O'Higgins fue rechazada sufriendo los independentistas numerosas bajas, siendo necesario que Soler se apresurase para flanquear al enemigo y la batalla no se perdiera. El sorpresivo avance de Maroto cambiaba por completo el panorama. Ahora O'Higgins, sin ayuda de Soler, tendría que batirse con la totalidad de las fuerzas realistas o retroceder a una catástrofe segura. O'Higgins al no recibir respuesta ante esta situación a las 11:45 y contraviniendo las órdenes de San Martín de no comprometer fuego, aconsejado por Crámer, (exoficial de Napoleón), ordenó a la infantería cargar a la bayoneta, organizando dos columnas de ataque, siguiendo el modelo napoleónico y lanzándolas sobre el ala derecha enemiga (Batallón Talavera) apoyada por la caballería del coronel José Matías Zapiola, pero los granaderos tropezaron con el profundo cauce de Las Margaritas, que no habían visto, no pudiendo pasar en formación de ataque y retrocedieron tras una andanada de fuego enemigo, sin sufrir muchas bajas, hasta el cerro de los Halcones, donde se reorganizaron. De nuevo O'Higgins y Cramer las lanzaron al asalto, dirigiendo ahora la caballería contra el flanco derecho y la infantería contra el centro. Un pelotón de caballería rompía la línea realista entre la extrema izquierda del Talavera y la derecha del grueso del batallón Chiloé, arrollando a los artilleros. La infantería ya casi vencedora, acudió en auxilio de la caballería. Zapiola, después de romper el cuadro formado por los talaveras, rebasó el ala derecha realista y una segunda carga sobre la infantería y la caballería enemigas produjo la dispersión. Los restos del ejército realista huyeron a la desbandada hacia las casas de Chacabuco distante a pocos kilómetros, y dejando en el campo la tercera parte de sus efectivos. En medio de la batalla San Martín llama a Osorio, el general realista, para que saque a sus heridos de la batalla, dando así San Martín un ejemplo de hacer una campaña con el menor costo de sangre posible.
La batalla concluyó a las 14:00 horas. 

En veinticuatro días hemos hecho la campaña; pasamos la cordillera más elevada del globo, concluimos con los tiranos y dimos libertad a Chile.
José de San Martín

## Parte de batalla de José de San Martín
Poco después de finalizar la batalla el general San Martín dirigió al Director Supremo argentino Juan Martín de Pueyrredón el parte oficial:

Excelentísimo Señor:

Una división de mil ochocientos hombres del ejército de Chile acaba de ser destrozada en los
llanos de Chacabuco por el ejército de mi mando en la tarde de hoy. Seiscientos prisioneros
entre ellos treinta oficiales, cuatrocientos cincuenta muertos y una bandera que tengo el honor
de dirigir es el resultado de esta jornada feliz con más de mil fusiles y dos cañones.
La premura del tiempo no me permite extenderme en detalles, que remitiré lo más breve que
me sea posible: en el entretanto, debo decir a V. E., que no hay expresiones como ponderar la
bravura de estas tropas: nuestra pérdida no alcanza a cien hombres.

Estoy sumamente reconocido a la brillante conducta, valor y conocimientos de los señores
brigadieres don Miguel Soler y don Bernardo O’Higgins.

Dios guarde a V. E. muchos años. Cuartel general de Chacabuco en el campo de batalla, y enero 12 de 1817.
Excelentísimo supremo director del Estado.

José de San Martín

Los patriotas muertos fueron 12 y 120 heridos, mientras que los realistas sufrieron 500 muertos, quedando prisioneros 32 oficiales y 600 soldados. Fue capturada la bandera del Regimiento de Chiloé, junto con aproximadamente mil fusiles, dos piezas de artillería, seis espadas, 16 cajones de municiones, dos barriles de pólvora, cuatro fardos de vestuarios, una treintena de equipajes y la correspondencia. Sin embargo, San Martín cometió el error de no perseguir a los realistas vencidos, dando la oportunidad de reembarcar hacia el Perú a 1600 soldados, que serían la base de la expedición de Mariano Osorio en el siguiente. De otro modo, estiman varios historiadores, Chacabuco hubiera sido la batalla decisiva de la independencia y la expedición al Perú no se hubiera atrasado tres años.
El 16 de febrero la victoria fue conocida en Mendoza y el 24 de febrero a las 9 horas llegó a Buenos Aires en un pliego enviado por cuenta del gobernador de Cuyo Toribio de Luzuriaga. El 26 de febrero el sargento mayor Manuel Escalada llegó a Buenos Aires conduciendo el parte oficial de San Martín y la bandera tomada a los realistas. Un día antes de la llegada de Escalada el director Pueyrredón -habiéndose puesto en conocimiento de la victoria del ejército a través de Luzuriaga- le envió a San Martín la siguiente comunicación:

“¡Gloria al restaurador de Chile! Sí, mi amigo querido, la fortuna ha favorecido los heroicos esfuerzos de usted y la América nunca olvidará la valiente empresa de usted sobre Chile, venciendo a la naturaleza en sus mayores dificultades. Usted venció y yo me glorío con usted y lo abrazo con toda ternura de mi alma reconocida a sus servicios. Ayer ha sido un día de locura para este gran pueblo. No tengo tiempo para expresar a usted los términos con que se ha explicado el sentimiento de regocijo público por la victoria de Chacabuco, cuya noticia llegó a las nueve de la mañana por pliego despachado con Luzuriaga. Eran las once de la noche y aún se oía un ruido sordo de vivas en toda la ciudad.  La fortaleza y seis buques de nuestra marina hicieron salva triple. Escalada que conduce los pliegos no ha llegado y me tiene su demora impaciente porque quiero imponerme de algunos pormenores de la acción. Lo que sé por Luzuriaga es que usted con dos escuadrones de granaderos tuvo que meterse entre las líneas enemigas. De esto infiero, o que la cosa estuvo apurada, o que no tuvo usted jefe de caballería de confianza, porque en todo otro caso yo acusaría a usted del riesgo en que se puso. Dígame usted con la franqueza que debe lo que hubo en esto; mientras yo quedo en el más grave cuidado con la noticia que también me da Luzuriaga, de que en resultas de la fatiga personal que usted tomó en la acción quedaba muy afligido de su pecho. Por Dios, cuídese usted, porque su vida y su salud interesan extraordinariamente al país y a sus amigos”.

## Consecuencias
Fue tal la sensación que esta desgracia produjo entre las esparcidas tropas reales, que al día siguiente se abandonó la capital sin más pensamiento que el de acudir a Valparaíso, cada uno como podía, y embarcarse hacia Lima, aumentando el desorden y el espanto de las familias que se precipitaban a ganar un buque porque se creían comprometidas. Consiguientemente el general Marcó del Pont, muchos jefes y oficiales, las principales autoridades y la mayor parte de la tropa cayeron en poder de los vencedores, quienes sin mas resistencia invadieron todo el país hasta las confines de la fiel provincia de Concepción de Penco. La imparcialidad exige confesar que la pronta organización de un ejército en Mendoza con las dificultades que ofrece el país, el plan de la invasión a Chile y su entendida ejecución recomiendan el mérito de San Martín ....
General español Andrés García Camba

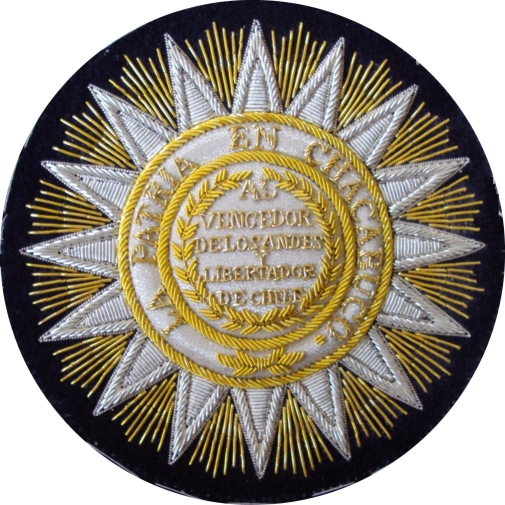
Condecoración otorgada al General San Martín por su victoria.

Reunida la asamblea bajo la presidencia del gobernador don Francisco Ruiz-Tagle, elegido interinamente por el pueblo al tiempo de la fuga de Marcó del Pont, los concurrentes declararon por aclamación que a la voluntad unánime era nombrar a José de San Martín gobernador de Chile con omnímoda facultad, y así lo hicieron constar en el acta que se levantó y todos firmaron ante escribano público. El general fiel a sus instrucciones y a su plan político, se negó a aceptar el mando que se le ofreció, y convocó por intermedio del Cabildo una nueva asamblea popular a que concurrieron 210 vecinos notables. El auditor del ejército de los Andes, Dr. Bernardo de Vera y Pintado, reiteró públicamente la renuncia de San Martín, y fue aclamado en el acto el general O’Higgins Director Supremo del Estado de Chile, declarando Vera que la elección era del agrado del general San Martín. El nuevo Director nombró por ministro del interior a don Miguel Zañartu, carácter entero y decidido partidario de la alianza chileno-argentina, y en el departamento de guerra y marina al teniente coronel don José Ignacio Zenteno, secretario de San Martín. Su primer acto de gobierno, el 17 de febrero de 1817, fue dirigirse al pueblo en una proclama con alusión honorífica al general San Martín:

"Ciudadanos: elevado por vuestra generosidad al mando supremo de que jamás pude considerarme digno es una de mis primeras obligaciones recordaros la mas sagrada que debe fijarse en vuestro corazón. Nuestros amigos los hijos de las Provincias del Río de la Plata de esa nación que ha proclamado su independencia como el fruto precioso de su constancia y patriotismo acaban de recuperaros la libertad usurpada por los tiranos. Estos han desaparecido cargados de su vergüenza al ímpetu primero de un ejército virtuoso y dirigido por la mano maestra de un general valiente experto y decidido á la muerte ó á la extinción de los usurpadores. La condición de Chile ha cambiado de semblante por la grande obra de un momento en que se disputan la preferencia el desinterés mérito de los libertadores y la admiración del triunfo. ¿Cuál deberá ser nuestra gratitud á este sacrificio imponderable y preparado con los últimos esfuerzos de los pueblos hermanos?. Vosotros quisisteis manifestarla depositando vuestra dirección en el héroe. ¡Oh! si las circunstancias que le impedían aceptar hubiesen podido concillarse con vuestros deseos yo me atrevería á jurar la felicidad permanente de Chile. Pero me cubro de rubor cuando habéis sustituido mi debilidad á la mano fuerte que os ha salvado. Instruíos de los antecedentes que vosotros mismos habéis formado para esta elección y os uniréis á mis sentimientos. Los de la unidad y concordia deben inflamar el espíritu de los Chilenos. Un olvido eterno de esas mezquinas personalidades que por sí solas son bastantes á hacer la ruina de los pueblos. Yo exijo de vosotros aquella confianza recíproca sin la cual el gobierno es la impotencia de la autoridad ó se ve forzado á degenerar en despotismo. No perder los laureles adquiridos con tantos sacrificios. Resolverse á no existir antes que dejarse oprimir otra vez del bárbaro español que perezca el último ciudadano en la defensa del precioso suelo en que vió la primera luz un reconocimiento eterno á sus libertadores un amor á la patria que sea el distintivo de todo Americano un zelo activo por la justicia y el honor un odio irreconciliable á los maquinadores de nuestra esclavitud hé aquí los sentimientos de vuestro director y los que han de hacer vuestro carácter si hemos de ser libres. Cooperad y seréis el ejemplo de la gratitud el terror de la tiranía y la envidia de la paz"

Santiago, 17 de febrero de 1817.
Bernardo O'Higgins
Miguel Zañartú, Secretario.

Gracias a la Batalla de Chacabuco, en la que los patriotas salieron victoriosos, pudieron entrar en Santiago de Chile el 14 de febrero. Finalizando el período de la Reconquista o "Restauración" y empezando el período de la Patria Nueva.

## En la cultura popular
La batalla es narrada gráficamente de forma breve en los números 14 y 140 de la revista mexicana de historietas Vidas ilustres, del 1 de marzo de 1957 y el 15 de junio de 1966, titulados José de San Martín y Bernardo O'Higgins, respectivamente.